# Lily Beaurepaire
Lillian „Lily“ De Beaurepaire (* 15. September 1892 in Melbourne; † 24. November 1979 in Geelong) war eine australische Schwimmerin und Wasserspringerin.

## Karriere
Beaurepaire nahm 1920 an den Olympischen Spielen in Antwerpen teil und wurde somit zur ersten weiblichen Olympionikin für Australien. In den Wettbewerben über 100 m und 300 m Freistil scheiterte sie jeweils im Vorlauf an der Finalqualifikation. Auch im Turmspringen erreichte sie in der Vorrunde nur den vierten Platz und rückte bei drei Qualifikantinnen knapp nicht in das Finale vor. 1967 wurde das nach ihr benannte Schwimmbad Lillian Beaurepaire Memorial Swimming Pool in Lorne eröffnet.
Ihr Bruder Frank Beaurepaire nahm zwischen 1908 und 1924 ebenfalls an Olympischen Spielen teil und sicherte sich hierbei sechs Medaillen.